# Epinecrophylla ornata
Epinecrophylla ornata là một loài chim trong họ Thamnophilidae.